# Cyanopepla quadricolor
Cyanopepla quadricolor är en fjärilsart som beskrevs av Felder 1869. Cyanopepla quadricolor ingår i släktet Cyanopepla och familjen björnspinnare. Inga underarter finns listade i Catalogue of Life.